# Broadview (Montana)
Broadview – miasto w Stanach Zjednoczonych, w stanie Montana, w hrabstwie Yellowstone.